# Hills kriterier
Hills kriterier är ett antal kriterier som utvecklades av den amerikanske medicinska statistikern Austin Bradford Hill och som används för att bedöma huruvida ett orsakssamband mellan exponering och hälsoeffekt är verkligt.

## 1. Sambandets styrka
En liten studie har en liten styrka p.g.a. högre risk för slumpmässiga fel.
Ju svagare sambandet är, desto större måste studien vara.

## 2. Samstämmighet med liknande studiers resultat
Om inte sambandet kan reproduceras av nya liknande studier så bör man vara skeptisk.

## 3.  Specificitet
Ju mer specifik sambandet är mellan en faktor och en effekt, desto större är sannolikheten för ett orsakssamband.

## 4. Temporalitet
Skedde exponeringen före effekten?

## 5.Dos-responssamband
Det är en allmän regel att skaderisken ökar med dosen. Påvisande av sådant samband bör enligt Hill ge större trovärdighet åt en studie.

## 6. Biologisk trovärdighet
Finns det en teoretiskt rimlig grund för att förklara sambandet.

## 7. Koherens
Samstämmighet mellan epidemiologiska och laboratoriefynd.

## 8. Kontrollgrupp
En likvärdig kontrollgrupp är viktig för att undvika systematiska fel på grund av bias. 

## 9. Analogi
Finns kunskap och belägg från andra områden som är överförbara på det samband som studeras?